# Laena basumtsoica
Laena basumtsoica (лат.) — вид жуков-чернотелок рода Laena из подсемейства мохнатки (Lagriinae, Tenebrionidae). Эндемик Китая. Вид назван по месту обнаружения типовой серии: регион и озеро Basum (Тибет).

## Распространение
Китай: восточный Тибет, Gyamda, Basum Tso (3700 м).

## Описание
Мелкие бескрылые жуки-чернотелки, длина тела от 7,5 до 8,5 мм. Отличается выступающими передним углами и окаймлёнными латеральными краями переднеспинки. Обитают в наземном лесном ярусе. Вид был впервые описан в 2008 году немецким колеоптерологом Вольфгангом Шваллером (Dr. Wolfgang Schawaller; Staatliches Museum für Naturkunde, Штутгарт, Германия).